# Gang contre G-Men
Pour plus de détails, voir Fiche technique et Distribution.
Gang contre G-Men (ギャング対Ｇメン, Gyangu tai G-men) est un film japonais réalisé par Kinji Fukasaku et sorti en 1962.

## Synopsis
Trois inspecteurs de police enquêtant sur une série de violences qui seraient liées à la société Sanritsu sont retrouvés morts. L'inspecteur Ogata parvient à convaincre Tojima, un ancien yakuza qui s'est rangé, de reprendre ses anciennes activités sous couvert de la police pour faire tomber Tatsumura, le yakuza à la tête de Sanritsu.

## Fiche technique
- Titre original : ギャング対Ｇメン (Gyangu tai G-men?)
- Titre français : Gang contre G-Men[1]
- Réalisation : Kinji Fukasaku
- Scénario : Sakae Tajima
- Photographie : Yoshikazu Yamazawa
- Montage : Hiroshi Suzuki
- Décors : Hiroshi Kitagawa
- Musique : Kōichi Kawabe (ja)
- Société de production : Tōei
- Pays de production :  Japon
- Langue originale : japonais
- Format : couleur — 2,35:1 — 35 mm — son mono
- Genre : Yakuza eiga et action
- Durée : 82 minutes (métrage : sept bobines - 2 260 m[2])
- Date de sortie :
  - Japon : 2 novembre 1962[2]

## Distribution
- Kōji Tsuruta : Tojima
- Tatsuo Umemiya : Kuroki
- Sonny Chiba : Osamu Kaji, le demi-frère de Tojima
- Yoshiko Sakuma : Akiko
- Tetsurō Tanba : Tatsumura
- Yoshi Katō : inspecteur Ogata
- Hideo Sunazuka (ja) : Matsushima
- Harumi Sone (ja) : Goro
- Shunji Kasuga (ja) : Murakami
- Junkichi Orimoto (ja)
- Takashi Kanda (ja)
- Shōken Sawa
- Nakajirō Tomita (ja)
- Tamaki Sawa (ja)